# Tuusula
Tuusula (Tusby  és el nom suec) és una ciutat al sud de Finlàndia, situada a la província històrica de Häme prop de Hèlsinki. Té una població de 34.513 i una extensió de 225,43 km².

## Història
La ciutat va ser fundada el 1643 i l'any 1951 es va dividir en l'actual Tuusala i Järvenpää, aquesta segona amb una extensió molt menor.
Des del 1795 a la ciutat es va desenvolupar una important fàbrica siderúrgica de Finlàndia i al darrere quart del segle xix va esdevenir un important centre industrial, caracteritzat pels edificis de maó vermell i grans xemeneies que també marquen aquesta ciutat.
Tal com el mateix escut denota (a la part superior dreta hi ha dibuixat un mecanisme d'espoleta), la ciutat té certa tradició militar, especialment en la confecció d'armes a causa de les diverses explotacions del sector del metall.